# Bni Hassane
Bni Hassane  (in arabo بني حسن‎?) è un centro abitato e comune rurale del Marocco situato nella provincia di Azilal, regione di Béni Mellal-Khénifra. Conta una popolazione di 12 077 abitanti (censimento 2014).